# Élections fédérales ouest-allemandes de 1976

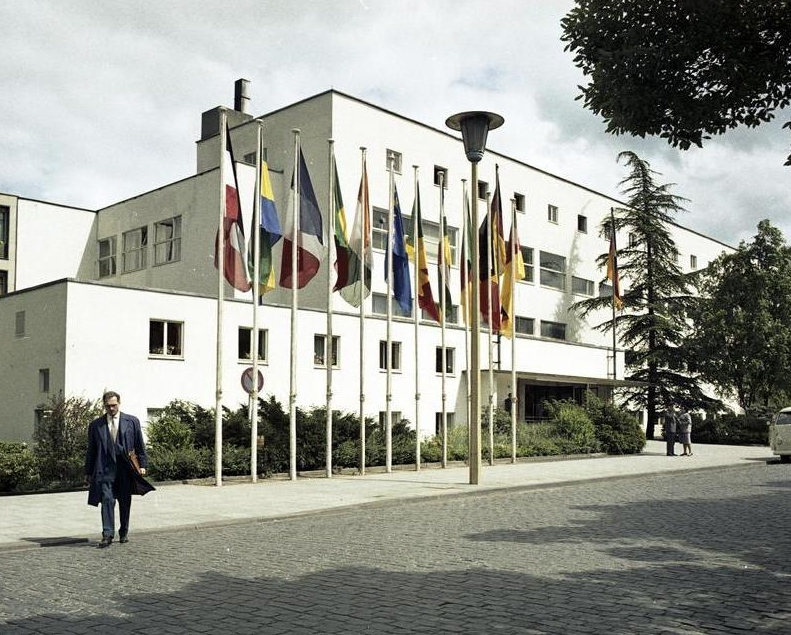
La Bundeshaus de Bonn, siège du Bundestag.

Les élections fédérales ouest-allemandes de 1976 (Bundestagswahl 1976, en allemand) se sont tenues le 3 octobre 1976, afin d'élire les quatre-cent quatre-vingt-seize députés de la huitième législature du Bundestag, pour un mandat de quatre ans.
Le scrutin a été remporté par les Unions chrétiennes, sans la majorité absolue. La coalition entre sociaux-démocrates et libéraux a donc été reconduite au pouvoir.

## Contexte

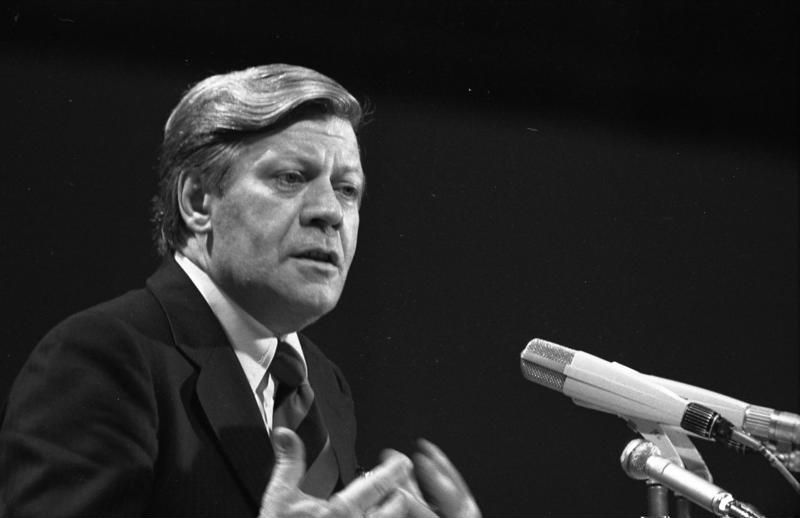
Le chancelier fédéral Helmut Schmidt.

Aux élections fédérales anticipées du 19 novembre 1972, le Parti social-démocrate d'Allemagne (SPD), du chancelier fédéral Willy Brandt, avait remporté 45,8 % des suffrages, contre 44,9 % aux Unions chrétiennes CDU/CSU de Rainer Barzel, tandis que le Parti libéral-démocrate (FDP) obtenait 8,4 % des voix. Pour la première fois depuis 1949, le SPD devenait la première force politique au Bundestag.
La coalition sociale-libérale entre le SPD et le FDP étant nettement majoritaire avec plus de 54 % des voix, Brandt s'est maintenu au poste de chancelier en formant son deuxième gouvernement. Toutefois, à la suite des révélations sur son conseiller spécial, Günter Guillaume, en réalité un espion de la Stasi, le chancelier a remis sa démission le 7 mai 1974. Neuf jours plus tard, il est remplacé par son ministre fédéral des Finances, Helmut Schmidt, qui reconduit l'alliance au pouvoir.

## Partis et chef de file
| Parti | Parti                                                                              | Chef de file                                                      | Score en 1972               |
| ----- | ---------------------------------------------------------------------------------- | ----------------------------------------------------------------- | --------------------------- |
|       | Parti social-démocrate d'Allemagne Sozialdemokratische Partei Deutschlands         | Helmut Schmidt (Chancelier fédéral)                               | 45,8 % des voix 230 députés |
|       | Union chrétienne-démocrate d'Allemagne Christlich Demokratische Union Deutschlands | Helmut Kohl (CDU) (Ministre-président de Rhénanie-Palatinat)      | 35,2 % des voix 177 députés |
|       | Union chrétienne-sociale en Bavière Christlich-Soziale Union in Bayern             | Helmut Kohl (CDU) (Ministre-président de Rhénanie-Palatinat)      | 9,7 % des voix 48 députés   |
|       | Parti libéral-démocrate Freie Demokratische Partei                                 | Hans-Dietrich Genscher (Ministre fédéral des Affaires étrangères) | 8,4 % des voix 41 députés   |

## Résultats

### Résultats fédéraux
|                        |                                            |                                              |                  |                  |                  |                  |            |       |       |        |                  |                  |                  |                  |
| Partis                 | Partis                                     | Partis                                       | Circonscriptions | Circonscriptions | Circonscriptions | Circonscriptions | Liste      | Liste | Liste | Liste  | Total des sièges | Total des sièges | Total des sièges | Total des sièges |
| Partis                 | Partis                                     | Partis                                       | Votes            | %                | Sièges           | +/-              | Votes      | %     | +/-   | Sièges | Total            | +/-              | DB               | Total            |
|                        |                                            | Union chrétienne-démocrate d'Allemagne (CDU) | 14 423 157       | 38,26            | 94               | 29               | 14 367 302 | 37,99 | 2,78  | 96     | 190              | 13               | 11               | 201              |
|                        | Union chrétienne-sociale en Bavière (CSU)  | 4 008 514                                    | 10,63            | 40               | 9                | 4 027 499        | 10,65      | 1,00  | 13    | 53     | 5                | 0                | 53               |                  |
| Total CDU/CSU          | Total CDU/CSU                              | 18 431 671                                   | 48,90            | 134              | 38               | 18 394 801       | 48,63      | 3,77  | 109   | 243    | 18               | 11               | 254              |                  |
|                        | Parti social-démocrate d'Allemagne (SPD)   | Parti social-démocrate d'Allemagne (SPD)     | 16 471 321       | 43,70            | 114              | 38               | 16 099 019 | 42,56 | 3,29  | 100    | 214              | 16               | 10               | 224              |
|                        | Parti libéral-démocrate (FDP)              | Parti libéral-démocrate (FDP)                | 2 417 683        | 6,41             | 0                | en stagnation    | 2 995 085  | 7,92  | 0,44  | 39     | 39               | 2                | 1                | 40               |
|                        | Parti national-démocrate d'Allemagne (NPD) | Parti national-démocrate d'Allemagne (NPD)   | 136 028          | 0,36             | 0                | en stagnation    | 122 661    | 0,32  | 0,23  | 0      | 0                | en stagnation    | 0                | 0                |
|                        | Parti communiste allemand (DKP)            | Parti communiste allemand (DKP)              | 170 855          | 0,45             | 0                | en stagnation    | 118 581    | 0,31  | 0,01  | 0      | 0                | en stagnation    | 0                | 0                |
|                        | Parti communiste d'Allemagne (KPD-AO)      | Parti communiste d'Allemagne (KPD-AO)        | 8 822            | 0,02             | 0                | en stagnation    | 22 714     | 0,06  | Nv.   | 0      | 0                | en stagnation    | 0                | 0                |
|                        | Autres                                     | Autres                                       | 59 264           | 0,16             | 0                | en stagnation    | 69 639     | 0,18  | —     | 0      | 0                | en stagnation    | 0                | 0                |
|                        |                                            |                                              |                  |                  |                  |                  |            |       |       |        |                  |                  |                  |                  |
| Votes valides          | Votes valides                              | Votes valides                                | 37 695 644       | 98,77            |                  |                  | 37 822 500 | 99,10 |       |        |                  |                  |                  |                  |
| Votes blancs et nuls   | Votes blancs et nuls                       | Votes blancs et nuls                         | 470 109          | 1,23             | 343 253          | 0,90             |            |       |       |        |                  |                  |                  |                  |
| Total                  | Total                                      | Total                                        | 38 165 753       | 100              | 248              | en stagnation    | 38 165 753 | 100   | —     | 248    | 496              | en stagnation    | 22               | 518              |
| Abstentions            | Abstentions                                | Abstentions                                  | 3 892 262        | 9,25             |                  |                  | 3 892 262  | 9,25  |       |        |                  |                  |                  |                  |
| Inscrits/Participation | Inscrits/Participation                     | Inscrits/Participation                       | 42 058 015       | 90,75            | 42 058 015       | 90,75            |            |       |       |        |                  |                  |                  |                  |

### Résultats régionaux
| Land                        | CDU/CSU   | CDU/CSU | CDU/CSU | SPD       | SPD | SPD   | FDP       | FDP | FDP   |
| Land                        | % 2e voix | MU1     | Total   | % 2e voix | MU1 | Total | % 2e voix | MU1 | Total |
| --------------------------- | --------- | ------- | ------- | --------- | --- | ----- | --------- | --- | ----- |
| Bade-Wurtemberg             | 53,3 %    | 32      | 38      | 36,6 %    | 4   | 29    | 9,1 %     | 0   | 7     |
| Basse-Saxe                  | 45,7 %    | 12      | 28      | 45,7 %    | 18  | 29    | 7,9 %     | 0   | 5     |
| Bavière                     | 60,0 %    | 40      | 53      | 32,8 %    | 4   | 29    | 6,2 %     | 0   | 6     |
| Brême                       | 32,5 %    | 0       | 2       | 54,0 %    | 3   | 3     | 11,8 %    | 0   | 0     |
| Hambourg                    | 35,9 %    | 0       | 5       | 52,6 %    | 8   | 8     | 10,2 %    | 0   | 1     |
| Hesse                       | 44,8 %    | 5       | 21      | 45,7 %    | 17  | 22    | 8,5 %     | 0   | 4     |
| Rhénanie-du-Nord-Westphalie | 44,5 %    | 28      | 66      | 46,9 %    | 45  | 70    | 7,8 %     | 0   | 12    |
| Rhénanie-Palatinat          | 49,9 %    | 10      | 16      | 41,7 %    | 6   | 13    | 7,6 %     | 0   | 2     |
| Sarre                       | 46,2 %    | 2       | 4       | 46,1 %    | 3   | 4     | 6,6 %     | 0   | 0     |
| Schleswig-Holstein          | 44,1 %    | 5       | 10      | 46,4 %    | 6   | 10    | 8,8 %     | 0   | 2     |

### Analyse
En recul par rapport aux élections de 1972, le SPD cède la place de première force politique du pays aux Unions chrétiennes, dont les deux composantes progressent, la CDU enregistrant un fort gain. Les deux formations remportent 48,6 % des voix au niveau fédéral, soit leur meilleur résultat depuis les élections de 1957, où elles avaient emporté la majorité absolue. De leur côté, les libéraux stagnent, leur électorat ne sanctionnant pas sept années de coalition avec les sociaux-démocrates. Ensemble, les quatre partis représentés au Bundestag cumulent toujours 99 % des suffrages exprimés, dans un contexte de très forte participation.

### Conséquences
Bien qu'avec 243 députés, la CDU et la CSU soient tout près de la majorité absolue, elles restent dans l'opposition, la coalition sociale-libérale d'Helmut Schmidt ayant été reconduite dans le cabinet Schmidt II.